# Brachionopus
Genre
Brachionopus est un genre d'araignées mygalomorphes de la famille des Theraphosidae.

## Distribution
Les espèces de ce genre sont endémiques d'Afrique du Sud.

## Liste des espèces
Selon World Spider Catalog (version 21.0, 05/05/2020) :
- Brachionopus annulatus Purcell, 1903
- Brachionopus pretoriae Purcell, 1904
- Brachionopus robustus Pocock, 1897
- Brachionopus tristis Purcell, 1903

## Publication originale
- Pocock, 1897 : On the spiders of the suborder Mygalomorphae from the Ethiopian Region, contained in the collection of the British Museum. Proceedings of the Zoological Society of London, vol. 1897, p. 724-774 (texte intégral).